# DNS mediante TLS
DNS mediante TLS (DoT, siglas en inglés de DNS over TLS) es un protocolo de seguridad para cifrar y ajustar las consultas y respuestas del sistema de nombres de dominio (DNS) a través del protocolo de seguridad de la capa de transporte (TLS). El objetivo del método es aumentar la privacidad y la seguridad del usuario mediante la prevención de escuchas ilegales y la manipulación de los datos del DNS a través de ataques de intermediario.
A partir de 2019, Cloudflare, Quad9, Google, Quadrant Information Security y CleanBrowsing ofrecen servicios públicos de resolución de DNS para el protocolo de seguridad DNS mediante TLS. En abril de 2018, Google anunció que Android Pie incluirá soporte para DNS mediante TLS con Google Public DNS. DNSDist, de PowerDNS también anunció soporte para DNS mediante TLS en su última versión 1.3.0. Los usuarios de BIND también pueden utilizar DNS mediante TLS con el software stunnel. Unbound soporta DNS mediante TLS desde el 22 de enero de 2018.

## DNS disponibles públicamente
La implementación de un servidor DNS sobre TLS ya está disponible de forma gratuita por algunos proveedores de DNS públicos. Se ofrecen cuatro implementaciones para servidores en producción:
| Proveedor         | Direcciones IP (IPv4, IPv6)                                | Bloqueo | Puerto | DNSSEC |
| ----------------- | ---------------------------------------------------------- | ------- | ------ | ------ |
| Cloudflare        | 1.1.1.1 1.0.0.1 2606:4700:4700::1111 2606:4700:4700::1001  | No      | 853    | Sí     |
| Google Public DNS | 8.8.8.8 8.8.4.4 2001:4860:4860::8888 2001:4860:4860::8844  | No      | 853    | Sí     |
| Quad9             | 9.9.9.9 149.112.112.112 2620:fe::fe                        | Sí      | 853    | Sí     |
| CleanBrowsing     | 185.228.168.168 185.228.168.10 2a0d:2a00:1:: 2a0d:2a00:2:: | Sí      | 853    | Sí     |

## Incidencias
A lo largo de su historia el DNS mediante TLS ha presentado una serie de incidencias, de las cuales las más importantes han sido las siguientes:
- El 11 de junio de 2019 en la versión 4.2.0 de NSD se añadió soporte para DNS mediante TLS, además de TCP Fast Open para dar la debida rapidez a las conexiones.[17]